# دگرکندروان
دگرکندروان (نام علمی: Heterotardigrada) نام یک رده از شاخه کندرو است.